# Hipergalleguismo
Hipergalleguismo ('hipergaleguismo' o 'hiperenxebrismo' en idioma gallego) es la modificación artificial e intencionada de una palabra en gallego con la única finalidad de diferenciarla de la palabra coincidente en castellano. Los hipergalleguismos se construyen mediante la aplicación de reglas obsoletas, exagerando la evolución fonética normal del latín al gallego, mediante la aplicación de analogías incorrectas o a través de la incorporación de formas arcaicas o lusistas.
El origen de esta tendencia se sitúa en el periodo que abarca el último tercio del siglo XIX y primer tercio del siglo XX (1880-1936), dentro de la corriente del gallego diferencialista ('galego enxebrista') promovido por las Irmandades da fala y el Grupo Nós en su intento de separar al máximo el gallego del castellano para remarcar así una identidad diferente y propia. Dentro de este periodo se publicó el libro Algunhas normas pra a unificazón do idioma galego y su apéndice, Engádega ás normas pra a unificazón do idioma galego, que fueron los primeros ensayos para lograr la unificación dialectal, normalizar y estandarizar el gallego y que estaban cuajados de arcaísmos e hipergalleguismos, bajo una fuerte tendencia reintegracionista con el portugués. 
Carvalho Calero, en sus Cuadernos do Laboratorio de Formas de Galicia: testemuñas e perspectivas en homenaxe ao Seminario de Estudos Galegos, recuerda que: 

... os homes representativos do Seminario empregaban un galego no que se acusa unha forte desorientación. É moitas veces un galego mal aprendido, no que o arbitrismo o hiperenxebrismo e o anarquismo (?) campan como era inevitábel mentres unha política lingüística discretamente exercida non se puxese en marcha por autoridade competente.
Ricardo Carvalho Calero

## Ejemplos
| Hipergalleguismo | Forma correcta en gallego | Palabra en portugués | Palabra en castellano |
| ---------------- | ------------------------- | -------------------- | --------------------- |
| adourar          | adorar                    | adorar               | adorar                |
| destiño          | destino                   | destino              | destino               |
| estrano          | estraño                   | estranho             | extraño               |
| gasoliña         | gasolina                  | gasolina             | gasolina              |
| hourizonte       | horizonte                 | horizonte            | horizonte             |
| humán            | humano                    | humano               | humano                |
| diviño           | divino                    | divino               | divino                |
| semán            | semana                    | semana               | semana                |
| montana          | montaña                   | montanha             | montaña               |
| primaveira       | primavera                 | primavera            | primavera             |
| sinceiro         | sincero                   | sincero              | sincero               |
| zoa              | zona                      | zona                 | zona                  |
| marabila         | marabilla                 | maravilha            | maravilla             |
| púbrico          | público                   | público              | público               |